# بیمارستان شهید مطهری (مرودشت)
بیمارستان شهید مطهری بیمارستانی است آموزشی درمانی واقع در شهر مرودشت، استان فارس وابسته به دانشگاه علوم پزشکی شیراز با ظرفیت ۲۲۹ تخت فعال که در سال ۱۳۵۸ شمسی تأسیس گردید. این بیمارستان در سال ۱۳۸۳ از مکان قبلی خود به مکان جدید فعلی منتقل شد. درمانگاه تخصصی و فوق تخصصی خاتم الانبیاء (ص) نیز از ابتدای سال ۱۳۹۲ در کنار این بیمارستان مشغول به فعالیت بوده است.
این بیمارستان بزرگ‌ترین بیمارستان عمومی شمال استان فارس و مرکز تروما در این منطقه است که به دلیل قرار گرفتن شهرستان مرودشت در مسیر بزرگراه شیراز-اصفهان، با حجم بالایی از مراجعه‌کنندگان روبه‌رو است.
بخش‌های بستری موجود در این بیمارستان عبارتند از: اطفال، داخلی، CCU، جراحی عمومی، چشم، جراحی مغز و اعصاب، ارولوژی، جراحی زنان و زایمان، ENT، ارتوپدی، نورولوژی و عفونی، فوریتها، ICU عمومی، ICU جراحی، ICU نوزادان، زنان و زایمان، کاردیو و روانپزشکی